# Fades (grup de música)
Fades és un grup de música mallorquí en llengua catalana que reivindica la consciència lingüística i la lluita pels drets LGBT. Són una de les propostes musicals emergents de les Illes Balears amb més força del segle xxi.

## Història
Nascut espontàniament al final del 2022, està format per dos mallorquins i un català, tots tres estudiants de filologia catalana: Ferran Pi, Vicenç Calafell i Àngel Exojo. Es van conèixer a partir de coincidir a la Universitat de les Illes Balears. La idea del projecte va sorgir per a omplir un buit en la indústria: fins al moment no hi havia música marcadament queer de Mallorca. El nom del grup és la reapropiació d'un insult proferit contra membres de la comunitat LGBTIQ+.
Van debutar el 2022 amb el senzill «Gay Revenge», un sampleig de la cançó «Idò un cafè» de Maria Hein. Més endavant, l'abril del 2023, van presentar l'àlbum Amigues i autotune, del qual van tenir ressò sobretot les cançons «Casual» i «123». Els següents llançaments més destacables del grup són, d'una banda, el de «Catalonian Girls», que versiona «California Gurls» de Katy Perry fent focus en l'estiu mediterrani i esmenta explícitament Cala Rajada; i, de l'altra, «Mai neva a Ciutat», un sampleig de «Me desplom» de Maria Jaume batejat amb el títol d'una emblemàtica sèrie mallorquina d'IB3. El 2024, van publicar el seu segon àlbum, titulat Metallix, del qual havien avançat com a senzills «Bombó de Licor», «Minifalda», «G&G» i «Frikis», a més d'altres cançons en concerts. Van celebrar la festa de preescolta del disc a l'Espai Mallorca i van gravar el seu primer videoclip com a artistes amb «Artificial», que hi pertanyia. Aquest segon disc els va merèixer el Premi Núvol Calàndria de la revista Núvol, ex aequo amb el grup Svetlana per Marrana.
En el primer any d'activitat, van tocar en més de vint esdeveniments, d'entre els quals la festa de l'aniversari del Bar Flexas de Palma, el Correplaces de Manacor, l'Orgull de Felanitx, el festival MoboFest del 2023 i en diversos xous a Barcelona. Durant l'estiu del 2024, van comparèixer en diferents festivals, com ara el Mallorca Live a Calvià, el Feslloc a Castelló de la Plana, el Caparruts a Capdepera i l'Atlàntida Film Fest a Palma, com també en festes majors d'arreu del Principat de Catalunya, d'entre les quals hi havia les de Sants, Tarragona, Argençola o les Festes de la Mercè, a Barcelona.
El 14 d'agost del 2023, en un concert a Esporles per les Festes de Sa Vilanova, van proclamar un crit contra el feixisme, l'homòfobia i la catalanofòbia. Per això, la regidora de Vox Andrea Busquets, que hi va assistir, va sentir-se al·ludida i va anunciar que rebrien una denúncia per cometre un delicte d'odi. Tanmateix, pocs dies després, la regidora d'Igualtat i Diversitat Maria Roig va fer públic que PAS-MÉS Esporles presentaria una moció en defensa de Fades i de la comissió organitzadora de la festa en el ple municipal de final de setembre. La dita moció es va aprovar amb 6 vots a favor de PAS-MÉS i 4 en contra del PP i Vox.

## Estil
Autoproduïts, fan una barreja de pop, house i música urbana. S'inspiren en La Zowi, Frank Ocean, Beyoncé, ZOO, Bad Gyal i el k-pop, entre d'altres. Un dels seus trets distintius és l'ús accentuat de l'autotune. Com a artistes, se senten molt identificats amb la Generació Z i veuen les xarxes socials com un suport.

## Discografia

### Senzills
- «123» (2022)
- «Cacaolat (Què em diràs?)» (2022)
- «Gay Revenge» (2022)
- «Catalonian Girls» (amb Caldo) (2023)
- «Mai neva a Ciutat» (2023)
- «Bombó de Licor» (2024)
- «Minifalda» (2024)
- «G&G» (2024)
- «Frikis» (amb Plan-ET) (2024)
- «Mon Cheri Go Home» (amb Maria Jaume) (2025)

### Àlbums
- Amigues i autotune (2023)
- Metallix (2024)